# Новая Шишковка (погребение)
Новая Шишковка — парное неолитическое погребение женщины и ребёнка двух — трёх лет. Было открыто школьниками в 1953 году на краю оврага в небольшой пади в микрорайоне Шишковка города Улан-Удэ Республики Бурятии. По каменному инвентарю, найденному в погребении, датируется поздним неолитом (6-м — 4-м тысячелетием до н. э.) и отнесено к китойской культуре. Сопроводительный инвентарь погребения состоял из двух нефритовых топоров, наконечника копья и подвески из клыка кабана. Все находки хранятся в Музее истории Бурятии имени М. Н. Хангалова.

## Географическое положение
Погребение было обнаружено на краю оврага в микрорайоне Шишковка города Улан-Удэ Республики Бурятии.

## Погребение
Погребение, размытое после дождя, было обнаружено школьниками в 1953 году. Древняя могила была представлена фрагментами женского черепа и немногочисленными обломками черепа ребёнка двух — трёх лет, по определению археолога Е. А. Хамзиной это парное погребение. Скелет женщины покоился на спине в вытянутом положении, направленный головой на северо-восток. Возле левой руки скелета женщины были обнаружены два тесловидных шлифованных топора и наконечник копья (по определению археолога А. П. Окладникова это был кинжал) изготовленные из нефрита, а у головы располагалась подвеска из клыка кабана. По каменному инвентарю удалось датировать погребение неолитическим временем: 6-м — 4-м тысячелетием до н. э. — поздний неолит. Все находки хранятся в музее истории Бурятии.
По мнению Е. А. Хамзиной, каменный инвентарь из погребения Новая Шишковка находит аналоги в захоронениях китойской эпохи. Часто орудия из нефрита на территории Прибайкалья и Западного Забайкалья находили в погребениях, относящихся к китойскому времени, однако это были обычно топоры, тесла и ножи, например, как находки из могильников Фофоново, погребения Онкули, Тамахтай. Археолог Л. Г. Ивашина отмечает, что в раскопанном одиночном погребение в Новой Шишковке, аналогично погребению Тамахтай, комплекс черт ангарского китоя представлен только в одиночных элементах — в погребении присутствует охра, имеются шлифованные орудия из зелёного нефрита (наконечник копья, топор). В то же время отсутствуют такие типичные китойский признаки, как разнообразие ассортимента рыболовных орудий, полуцилиндрических брусков из песчаника (выпрямители древков стрел).
Памятник археологии охраняется государством в соответствии с Постановлением Совета Министров Бурятской АССР № 379 от 29 сентября 1971 года.

## Находки
Тесловидные топоры были изготовлены из разных сортов нефрита и отличались по форме. Один из топоров был сделан из светло-зелёного нефрита, имеющего белесоватые прожилки. Топор имел округлое дугообразное лезвие в плоско-выпуклом сечении и асимметрично заоваленный обушок, который не был отшлифован. Длина топора составляла 11 см, ширина — 5 см, наибольшая толщина — 0,5 см. Лезвие топора имело одностороннюю заточку, с одной стороны было немного обломано.
Второй топор был изготовлен из тёмно-зелёной плитки нефрита, имеющий матовый блеск. Длина топора составляла 9,5 см, ширина — 4 см и толщина — 1 см. Лезвие топора было прямое, обушок, как и у первого, не был отшлифован и имел неправильную округлую форму. Фасы были почти полностью зашлифованы, один из краёв был обработан наполовину.
Наконечник копья имел вытянуто-листовидную форму и короткую зауженную насадку с округлой, не полностью зашлифованной базой и был изготовлен из тёмно-зелёного нефрита. Такая форма копья была необычна для вещей неолитического времени, изготовленных из нефрита. Наконечники похожей формы имели аналоги в орудиях из рога и кости в китойских и более поздних могильниках Прибайкалья. Лезвие наконечника было острое с слегка затупленным концом. Насад — округлый. В поперечном сечении наконечник имел ромбовидную форму (длина — 184,85 мм, ширина — 38,88 мм, толщина — 12,22 мм). Поверхность фасов была гладкая, но имела несколько редких выщерблин-бороздок. Края копья были острые и имели мелкие заломы.
По проведённым исследованиям было установлено, что наконечник копья из погребения Новая Шишковка относится к тем категориям вещей, которые обычно изготавливаются не из нефрита. На производство изделий из нефрита затрачивается много времени и сил, к тому же погребение находилось относительно удалено от нефритоносных провинций (от 400 до 800 км), а это означает затраты труда на добычу материала. Таким образом, эти факторы, а также необычная форма копья позволяет отнести его к престижным технологиям в археологических контекстах. Престижные технологии по концепции канадского антрополога Б. Хейдена: «это социальный и технологический комплекс в архаичных обществах, целью которого являлась демонстрация богатства, успеха, престижа и власти».

## Комментарии
1. 1 2  Ростяженко Т. Е. в своей публикации от 2021 года указывает, что памятник был открыт в 1958 году, в то же время другие авторы (Базаров Б. А., Жамбалтарова Е. Д., Ивашина Л. Г., Именохоев Н. В., Конев В. П., Лбова Л. В., Миягашев Д. А., Нанзатов Б. З.) указывают в своих публикациях, что памятник был открыт в 1953 году.